# Kapitein Nemo
Kapitein Nemo is een personage bedacht door de Franse schrijver Jules Verne. Hij speelt de hoofdrol in Jules Vernes roman Twintigduizend mijlen onder zee (1870). Zijn naam, Nemo, is Latijn voor "niemand".
Nemo is een van de bekendste antihelden ter wereld. Hij is een mysterieus figuur die de wereldzeeën bevaart met zijn duikboot, de Nautilus, die hij gebouwd heeft op een verlaten eiland.

## Leven
In Twintigduizend mijlen onder zee wordt vrijwel niets bekend over Nemo’s leven, behalve dat hij een hekel heeft aan vrijwel alle landen ter wereld, en bij geen van hen wil horen. Daarom verkiest hij ervoor om altijd op zee te varen. Zijn haat is opgewekt door het verlies van zijn familie.
In een later boek, Het geheimzinnige eiland, wordt meer onthuld. Hierin beweert Nemo in werkelijkheid Prins Dakkar te zijn, de zoon van de radja van het Indiase rijk Bundelkund. Hij verloor zijn familie en koninkrijk bij de Muiterij van Sepoy. Gedreven door dit verlies stortte hij zich op de wetenschap, en deed uitvindingen die hun tijd ver vooruit waren. Hiermee ontwikkelde hij de Nautilus. Nemo wist een bemanning bij elkaar te krijgen die dezelfde ideeën had als hij, en samen trokken ze eropuit om onrechtvaardigheid, het kolonialisme in India en overig imperialisme, te bevechten.
Nemo sterft uiteindelijk jaren later aan boord van de Nautilus toen die in een grot op Lincoln Island lag. De doodsoorzaak is een vreemde ziekte. Hij wordt op zijn sterfbed gezegend door Cyrus Smith, een van de schipbreukelingen op het eiland die door de kapitein was gered.

## Personage
Nemo heeft een mysterieus karakter. Hij beweert geen interesse te hebben in wat er boven de zeespiegel gaande is, maar grijpt toch geregeld in als hij dingen ziet die hem niet aanstaan. Zo hielp hij de Kretenzers in hun opstand tegen de Ottomaanse overheersers, onder andere door hen goud te geven. Ook redt hij een Singalese parelvisser van een haai. Nemo lijkt vooral niet tegen onderdrukking te kunnen, en identificeert zichzelf gemakkelijk met onderdrukte mensen of bevolkingsgroepen.
Nemo probeert zich altijd voor te doen als een kalme, beheerste man. Maar diep van binnen wordt hij gedreven door een honger naar wraak, en schuldgevoelens over het feit dat veel zeelui hun leven hebben verloren door zijn aanvallen op vijandige schepen. Over het algemeen vermijdt hij civiele scheepvaart. Met oorlogsschepen heeft hij echter geen enkele consideratie, met name wanneer deze de Nautilus agressief bejegenen. Hij heeft soms een kort lontje, maar probeert zo veel mogelijk zijn kalme persoonlijkheid te behouden.
Nemo heeft een hekel aan vast land, en zet enkel voet op grondgebied dat onbewoond is. Hij heeft een grote eerbied en obsessie voor de zee, en al wat erin leeft. Hij en zijn bemanning gebruiken uitsluitend voedsel en producten die hun oorsprong in de zee vinden.
Nemo heeft tevens groot respect voor zijn bemanning, en is dan ook duidelijk aangeslagen als een van hen komt te overlijden; iets dat in Twintigduizend mijlen onder zee tweemaal gebeurt.
Nemo is een buitengewoon bedreven uitvinder en monteur. Zijn duikboot wordt aangedreven door elektriciteit en is voorzien van apparatuur die zijn tijd ver vooruit is. Hij heeft ook grote kennis van het zeeleven. Dat is ook een reden dat hij in het boek goed op kan schieten met professor Aronnax.
Nemo is een liefhebber van kunst. Aan boord van de Nautilus bezit hij verschillende schilderijen en beelden, zowel van oude als (voor die tijd) moderne meesters. Ze sieren de grote zaal van de Nautilus, waar ook Nemo’s orgel staat. Nemo’s slaapkamer is echter bijzonder sober ingericht, met nauwelijks meer dan een bed en wat navigatie-instrumenten.

## Inconsistentie
De gebeurtenissen van Twintigduizend mijlen onder zee lopen in 1866 en 1867, terwijl Het geheimzinnige eiland speelt van het einde van de Amerikaanse Burgeroorlog (1865) tot 1867. Bovendien worden de gebeurtenissen in Het geheimzinnige eiland 16 jaar na Twintigduizend mijlen onder zee geplaatst. Het is mogelijk een gevolg van een fout van de uitgever. Ook is het mogelijk dat Verne een opschuivende tijdlijn wilde creëren.

## Nemo in andere werken
Het personage Nemo is na het verschijnen van Vernes boeken door vele auteurs gebruikt in andere werken.
- Nemo is een personage in de stripreeks The League of Extraordinary Gentlemen, en de filmbewerking hiervan.
- Nemo is een personage in de anime Nadia: The Secret of Blue Water.
- Een wat sinistere Nemo kwam voor in Philip José Farmers roman The Other Log of Phileas Fogg
- De roman Captain Nemo: The Fantastic History of a Dark Genius door K.J. Anderson.
- De roman Valhalla Rising door Clive Cussler.
- De graphic novel-trilogie Robur (gebaseerd op Vernes Robur le conquérant) door Jean-Marc Lofficier.
- De serie Der Hexer von Salem door de Duitse auteur Wolfgang Hohlbein.
- De manga Captain Nemo van Jason DeAngeles en Aldin Viray.
- Het nummer Captain Nemo van de Zweedse band Dive.
- Het boek Kapitein Nemo met illustraties door Charlotte Severeyns.
- Kapitein Nemo komt ook voor in seizoen 6 van de ABC-televisieserie Once Upon a Time. Faran Tahir vertolkt de rol van Kapitein Nemo.
- Kapitein Nemo wordt ook vaak genoemd in het boek Dochter van de diepzee van Rick Riordan.
- De roman Kapitein Nemo's Bibliotheek door Per Olov Enquist

## Galerij

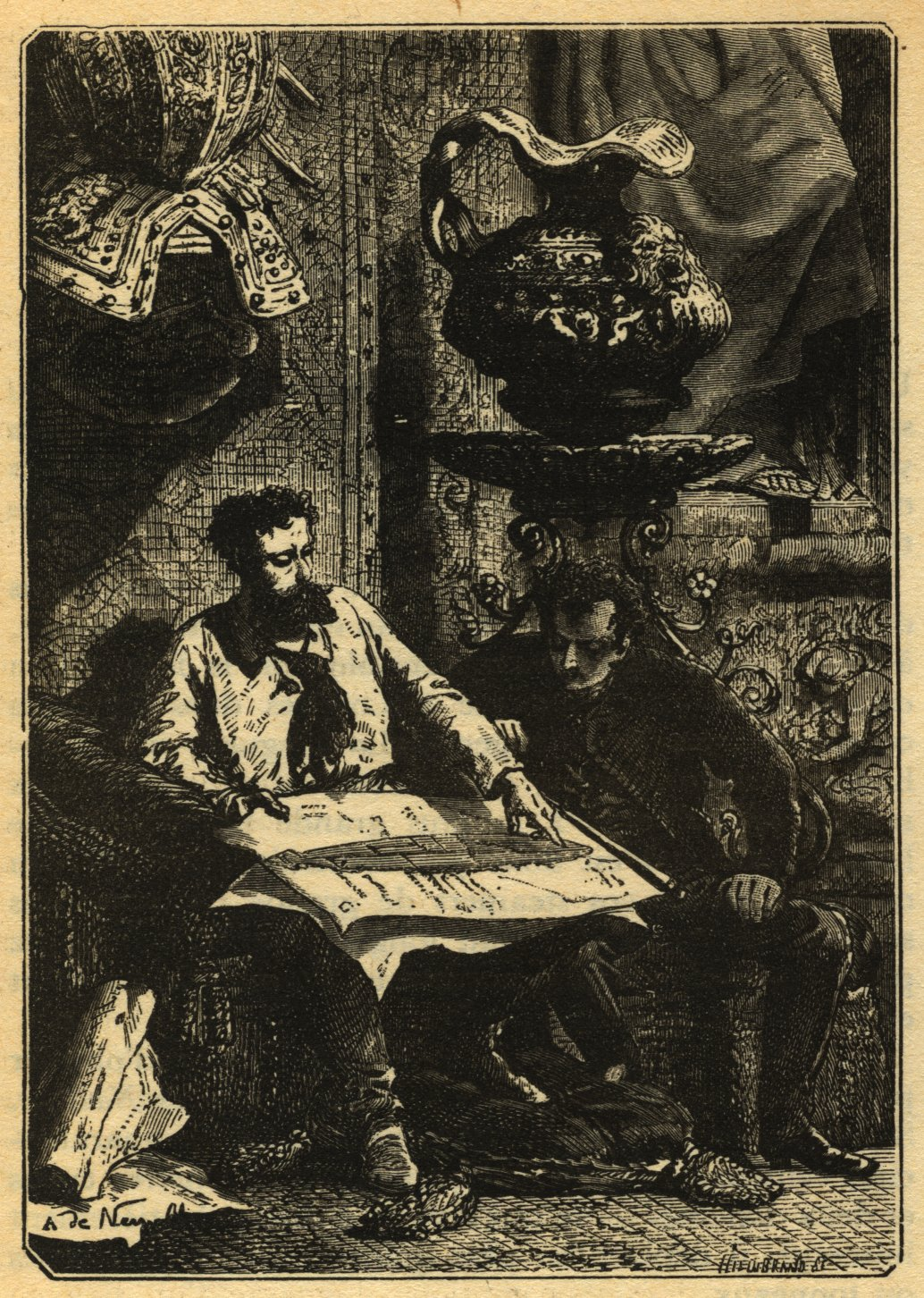
Kapitein Nemo en Professor Aronnax discussiëren over de plannen van de Nautilus.
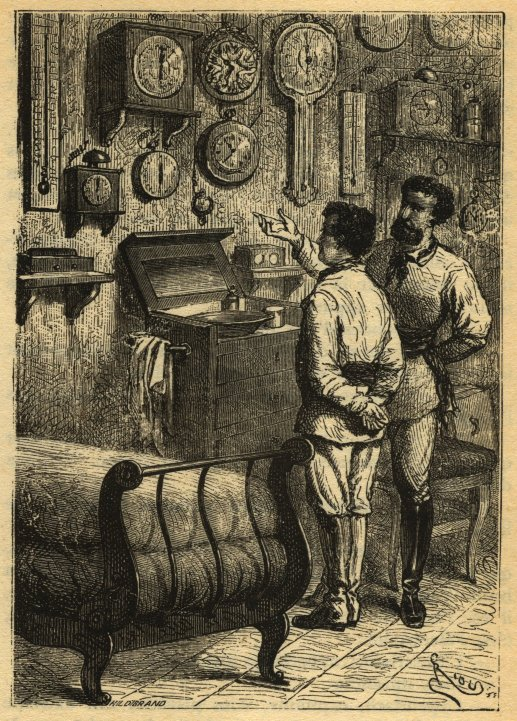
Kapitein Nemo's kamer in de Nautilus
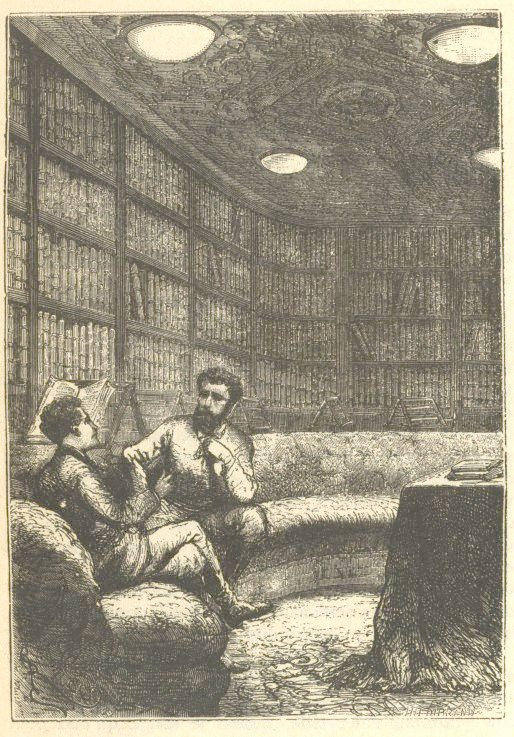
De bibliotheek van de Nautilus
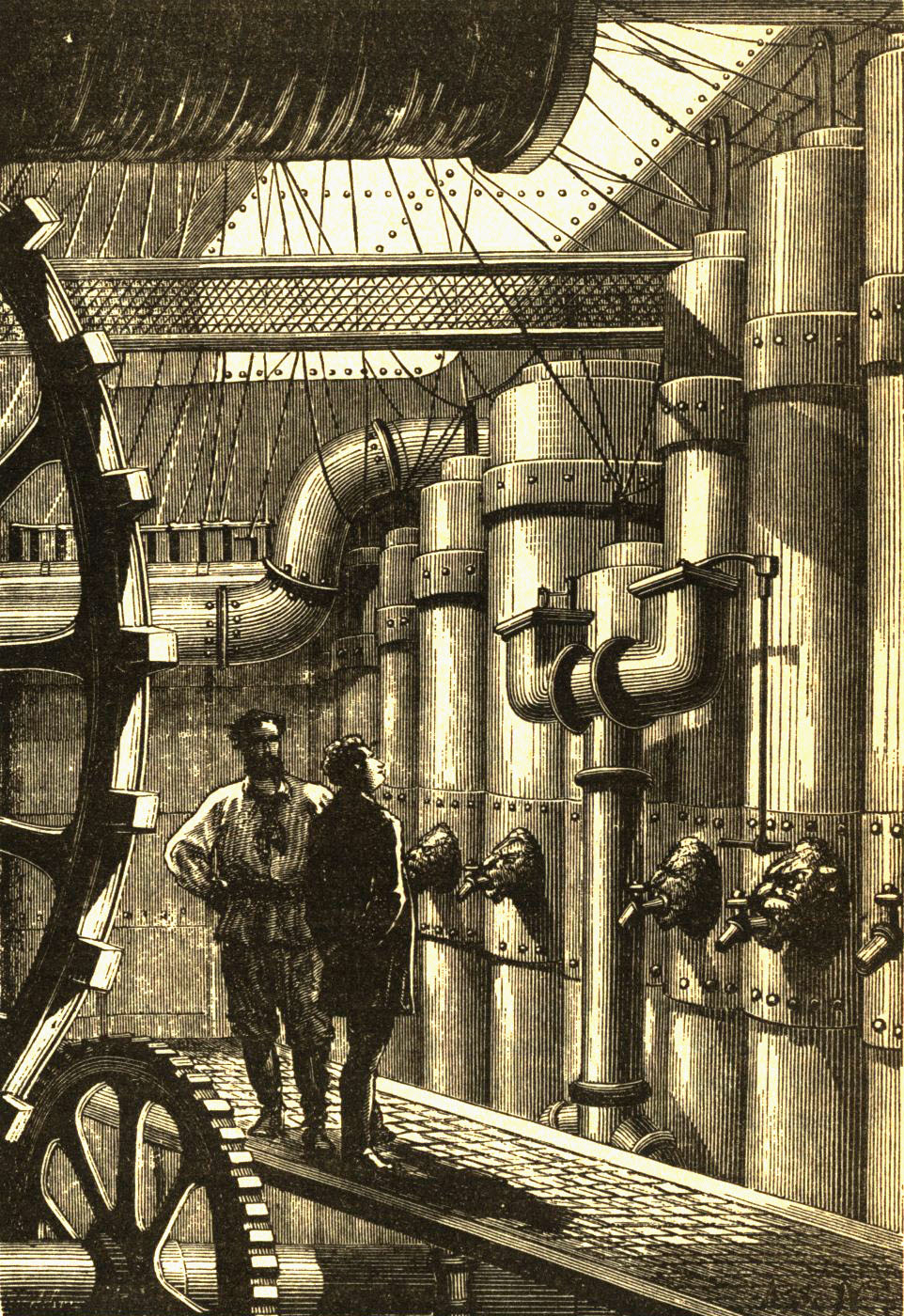
De machinekamer van de Nautilus
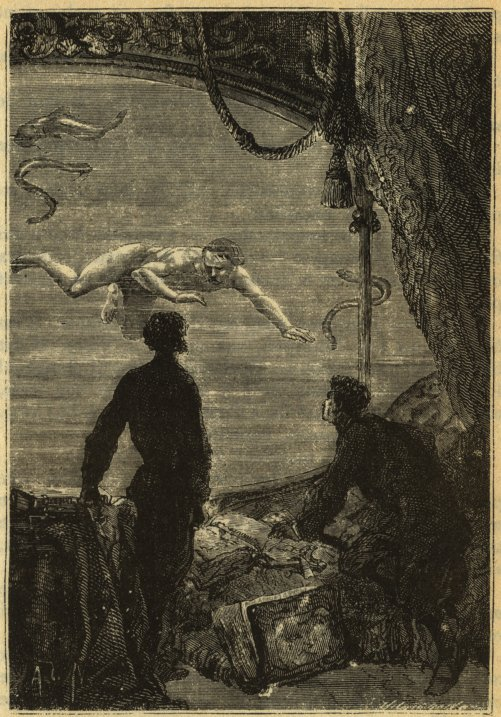
De ontmoeting met een Kretenzische duiker
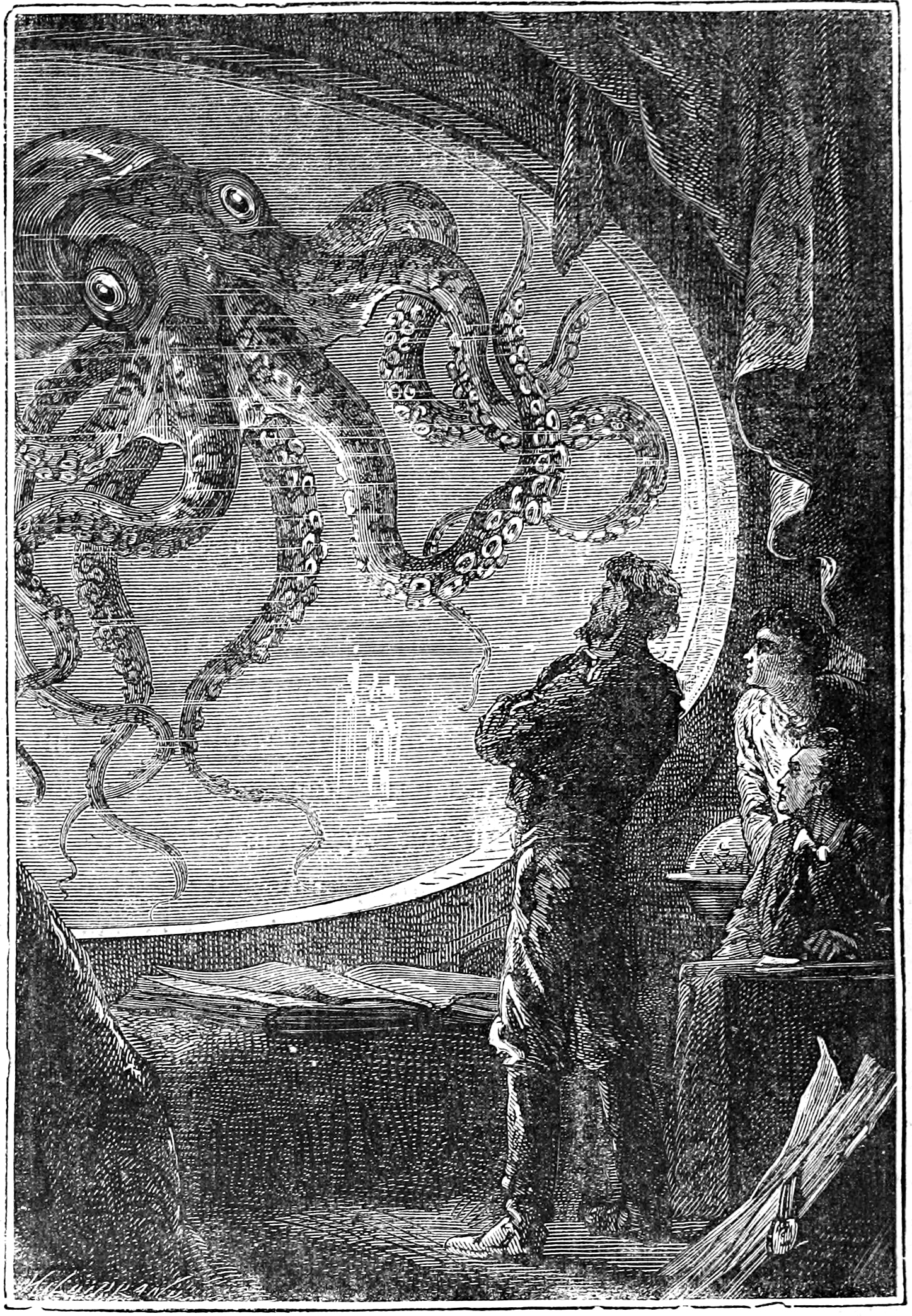
De ontmoeting met een enorme inktvis
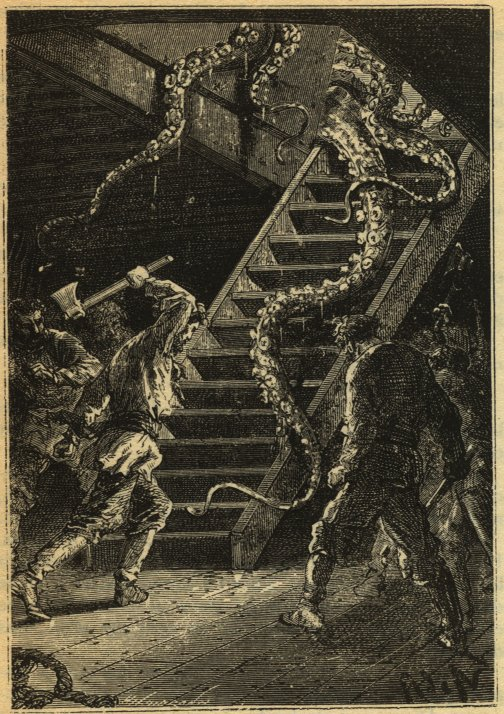
Kapitein Nemo bevecht een inktvis aan boord van de Nautilus.
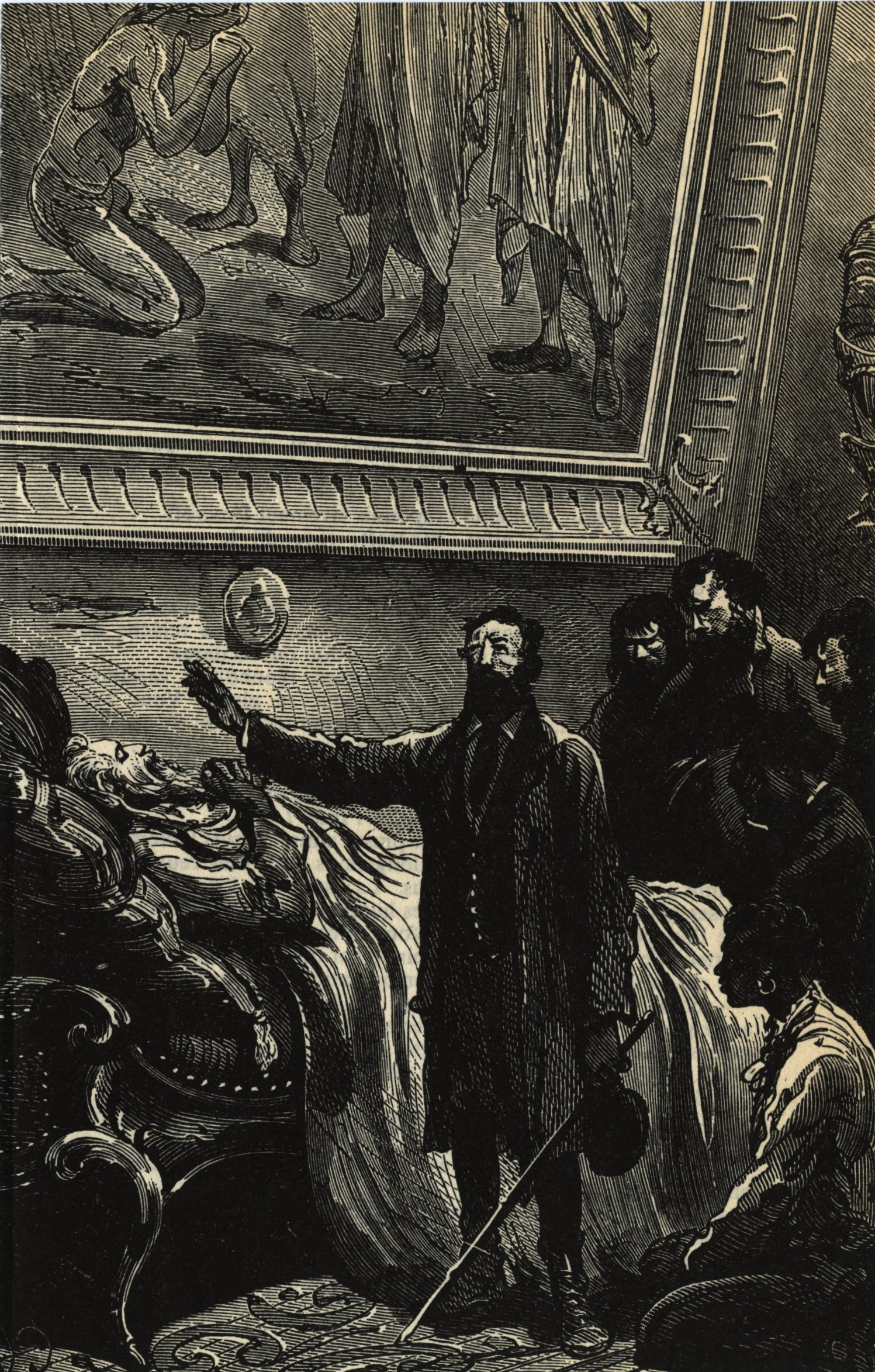
Nemo’s dood in Het geheimzinnige eiland
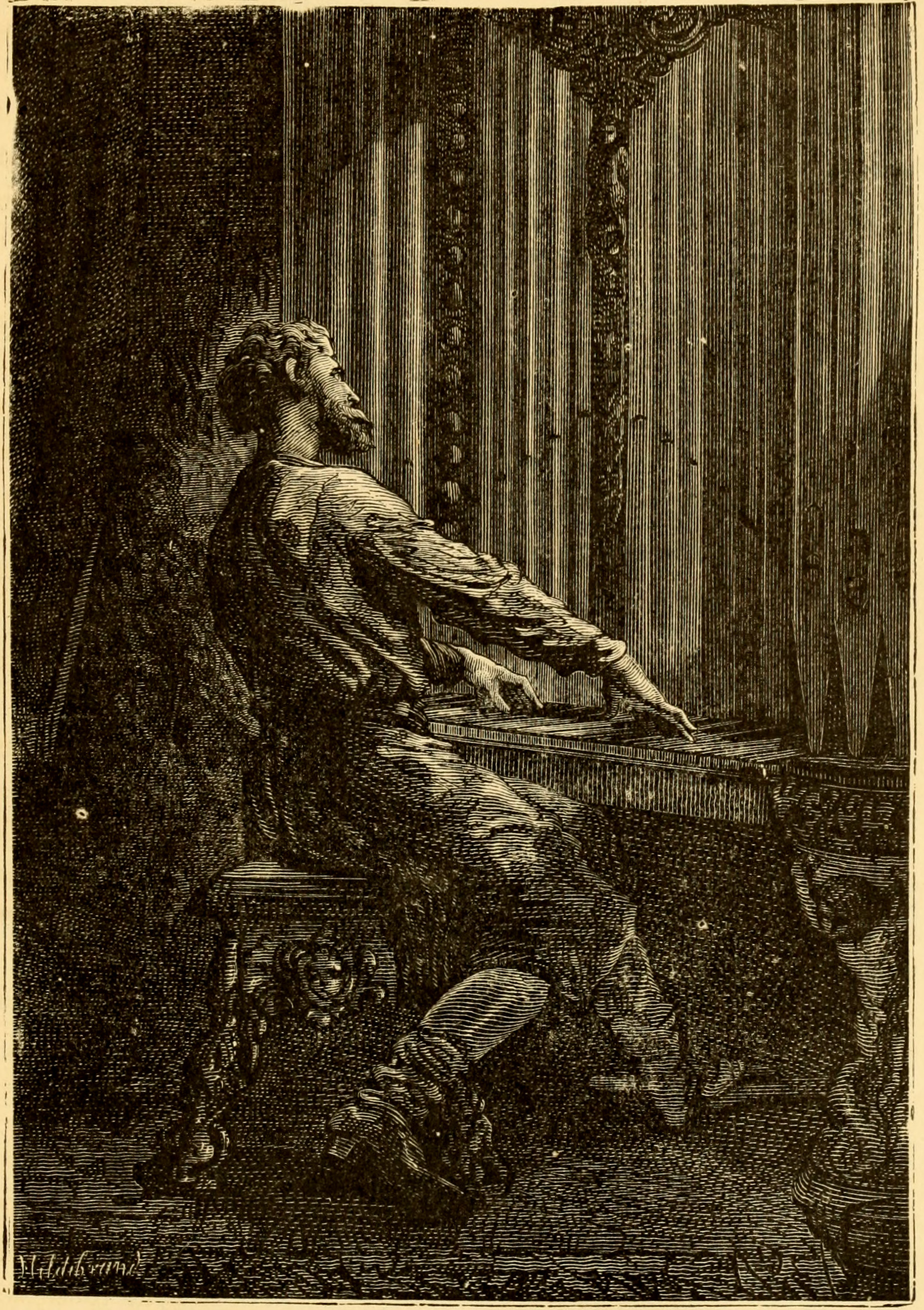
Nemo bespeelt zijn orgel aan boord van de Nautilus.
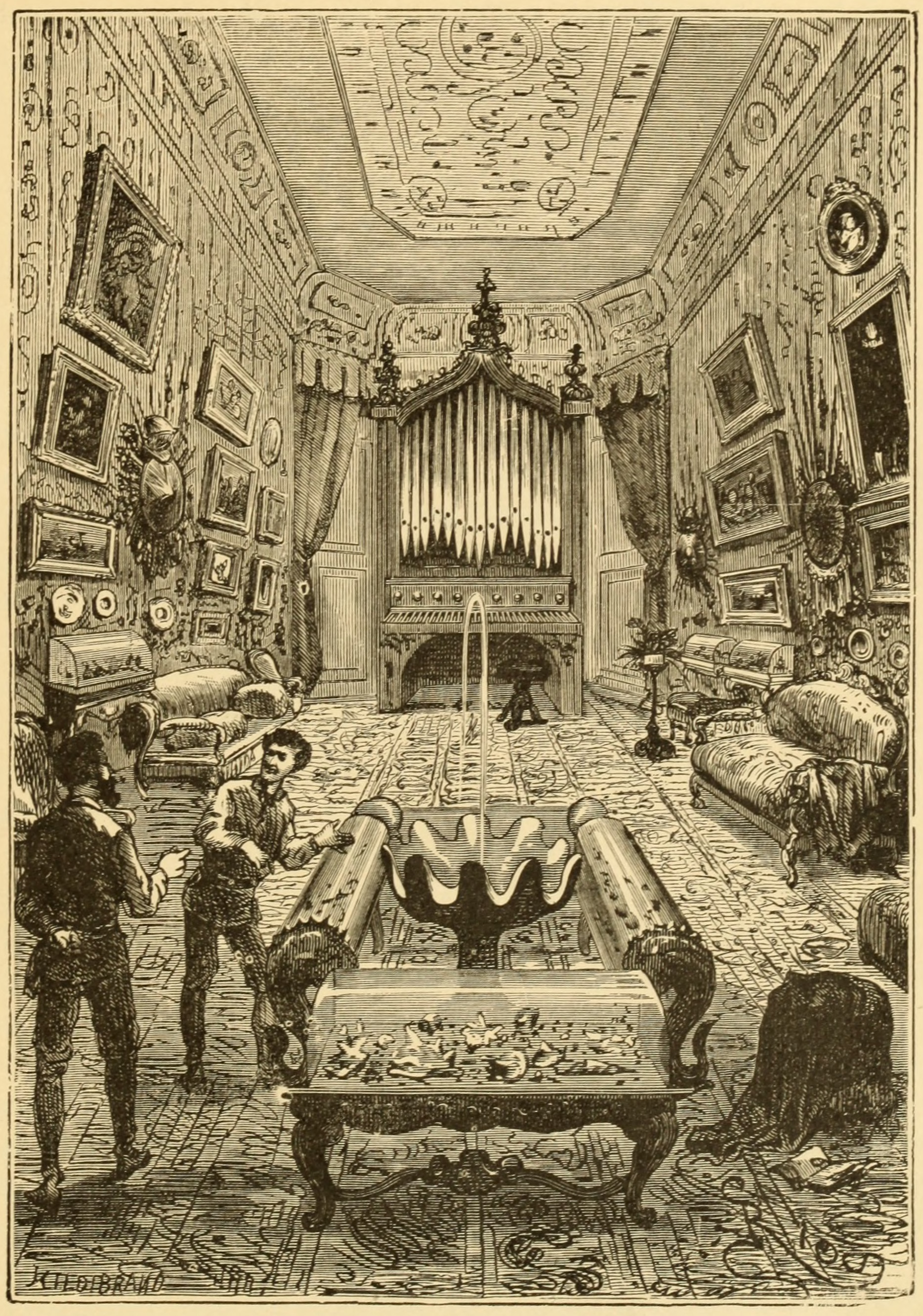
De grote zaal van de Nautilus